# Malika Benarab-Attou
Malika Benarab-Attou (* 25. März 1963 in Aïn Benian, Algerien) ist eine Politikerin der französischen Partei EELV. Von 2009 bis 2014 war sie Mitglied des Europäischen Parlaments.

## Lebenslauf
Malika Benarab-Attou wurde in Algerien in einer kabylischen Familie geboren. 1968 emigrierten ihre Eltern nach Frankreich, wo ihr Vater bei Renault arbeitete. Benarab-Attou wuchs in Les Abrets (Arrondissement La Tour-du-Pin, Département Isère) auf.
Benarab-Attou studierte an der École nationale supérieure de Sécurité sociale sowie der Universität Paris VIII und arbeitete später bei einem Krankenversicherungsunternehmen in Chambéry. Nachdem sie sich schon zuvor im Antirassismus engagiert hatte, trat sie 2002 der französischen grünen Partei Les Verts bei.
Bei der Europawahl in Frankreich 2009 wurde Benarab-Attou als Drittplatzierte der Liste von Europe Écologie im Wahlkreis Südost-Frankreich in das Europäische Parlament gewählt. Dort war sie Mitglied im Ausschuss für Kultur und Bildung, wo sie auch Sprecherin der Fraktion Grüne/EFA war. Zudem gehörte sie der Delegation für die Beziehungen zu den Maghreb-Ländern und der Union des Arabischen Maghreb an. Im Frühjahr 2014 wechselte sie zur linken Partei Nouvelle Donne. Nach der Europawahl 2014 schied sie aus dem Europäischen Parlament aus.
Benarab-Attou besitzt sowohl die französische als auch die algerische Staatsangehörigkeit.